# ВЕС Танет
ВЕС Танет (англ. Thanet Wind Farm) — британська офшорна вітроелектростанція у Північному морі біля узбережжя Англії. В момент спорудження стала найпотужнішою офшорною станцією в країні та світі, хоча невдовзі поступилась цією позицією на користь London Array.
Місце для розміщення ВЕС обрали на відстані 11 км від узбережжя Кента. Тут у березні 2009 року за допомогою самопідйомного судна Sea Jack розпочали пальні роботи. Це ж судно змонтувало 14 перехідних елементів, які кріпляться на палі та слугують основою для башт вітроагрегатів. Інші перехідні елементи встановило MPI Resolution, яке потім перейшло безпосередньо до монтажу турбін.
Кабелеукладальна баржа UR101 облаштувала дві головні лінії для видачі продукції, кожна з яких здатна передавати потужність 150 МВт та має довжину 26,3 км (плюс 2,4 км наземної ділянки). Вони підключені до офшорної трансформаторної станції, яку спорудив плавучий краном великої вантажопідйомності Stanislav Yudin (завершальні роботи також провадило самопідіймальне судно Excalibur. 
Турбіни розміщені на площі біля 35 км2 в районі з глибинами моря від 20 до 25 метрів на баштах висотою 70 метрів. Всього було встановлено 100 вітроагрегатів данської компанії Vestas типу V90/3.0 з одиничною потужністю 3 МВт та діаметром ротора 90 метрів.
Вартість проекту, реалізованого шведською компанією Vattenfall, склала 780 млн фунтів стерлінгів. Очікуваний термін експлуатації при цьому становить 40 років.
В 2017 році власник станції оголосив про наміри спорудити другу чергу у складі 34 вітроагрегатів.